# Élections législatives libyennes de 1956
Des élections législatives ont eu lieu en Libye pour élire la Chambre des représentants le 7 janvier 1956.
La Chambre des représentants comptait 55 sièges, un pour 20 000 habitants. Après les élections de 1952, les partis politiques et les rassemblements politiques avaient été interdits, de sorte que tous les candidats se sont présentés à l'élection en tant qu'indépendants. En conséquence, le vote était largement basé sur la personnalité, les liens de clan et le népotisme. Trente candidats ont été élus sans opposition.